# Giglio Espresso Secondo
Il Giglio Espresso Secondo è stato un traghetto in servizio dal 1958 al 2007, per diverse compagnie di navigazione.

## Servizio
Varato il 27 novembre 1958 nel cantiere navale JI Thornycroft & Co. Ltd di Southampton con il nome di Carisbrooke Castle e consegnato nel maggio del 1959 alla Royal Mail Steam Packet Co. Ltd, prende servizio il 23 maggio nei collegamenti tra Southampton e Cowes.
Il 2 agosto 1962 entra in collisione con i frangiflutti del porto di Cowes.
Il 28 dicembre 1963 entra in collisione con la petroliera Esso Argentina nei pressi di Hamble Spit. Danneggiato, viene posto fuori servizio e riparato. Durante i lavori, viene anche aggiunto un portellone a prua.
Nel gennaio del 1964 prende servizio nei collegamenti tra Southampton, East Cowes e West Cowes.

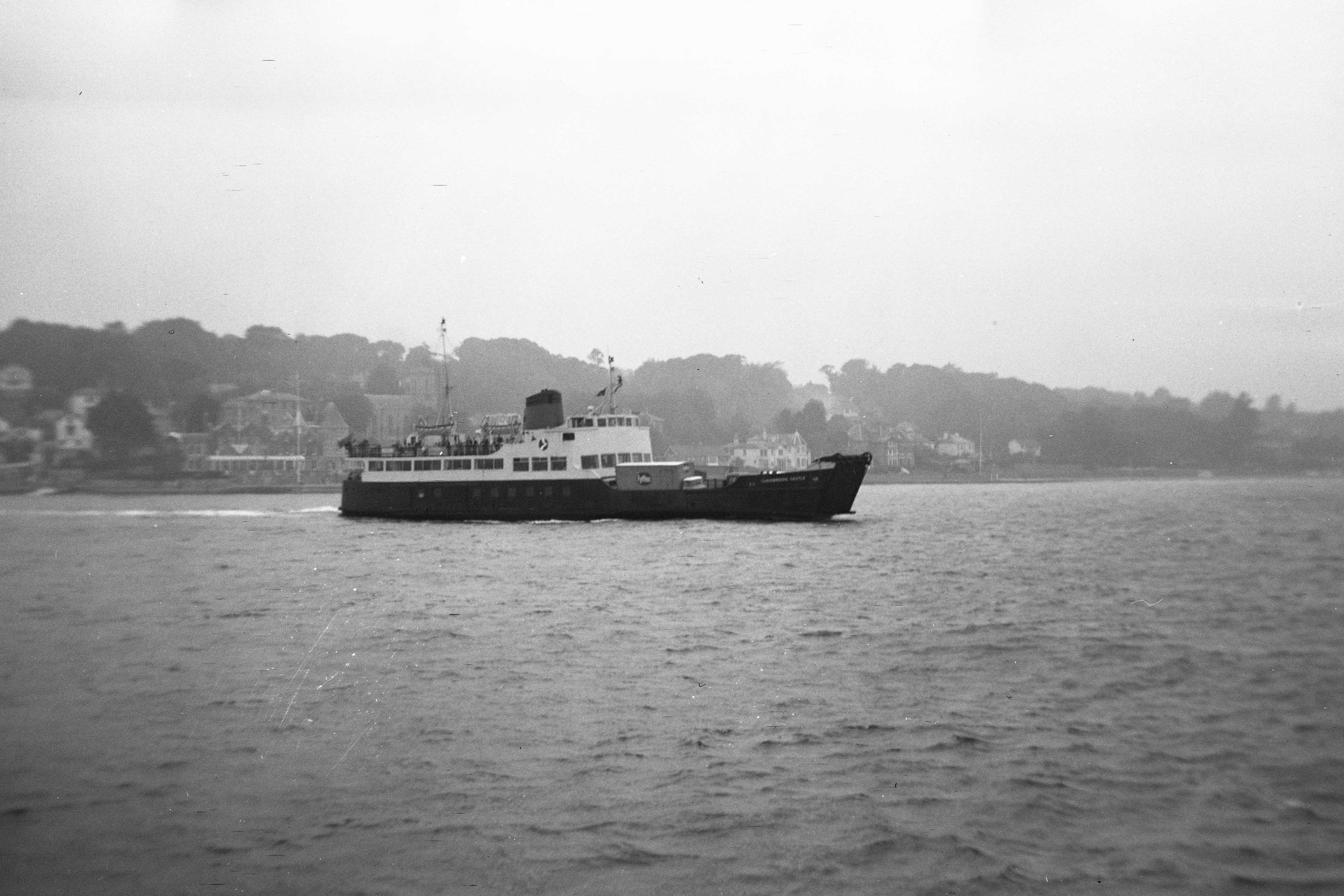
Il Carisbrooke Castle in navigazione nel 1971.

Il 2 ottobre 1971 scoppia un incendio nel salone del ristorante del traghetto, che, danneggiato, viene posto fuori servizio e riparato.
Nell'aprile del 1974 termina il servizio sulla Southampton-Cowes e viene messo in vendita.
A settembre 1974 viene venduto alla Società di Navigazione Partenopea e, ribattezzato Città di Meta, salpa il 16 settembre da Southampton per Napoli. Giunto in Campania, prende servizio nei collegamenti tra Napoli ed Ischia.
Nel 1989 viene venduto alla Maregiglio e, ribattezzato Giglio Espresso Secondo, prende servizio nei collegamenti tra Porto Santo Stefano e Giglio Porto in sostituzione del Giglio Espresso.
Nel giugno del 2000, con l'ingresso in flotta del nuovo Isola del Giglio, viene disarmato e messo in vendita.
Nel 2001 ne viene annunciata la cessione alla T.Re.MAR., prendendo servizio nei collegamenti tra Calasetta e Carloforte.
Nel dicembre del 2004 viene venduto alla EneRmaR, continuando ad operare nei collegamenti tra Calasetta e Carloforte e tra Palau e La Maddalena sotto le insegne della Maddalena Lines.
Il 5 agosto 2004, durante la navigazione da Palau a La Maddalena, entra in collisione con lo yacht Tacanuya, riportando danni al portellone di prua, che dovette essere scardinato con una benna per permettere lo sbarco dei 90 passeggeri e delle 30 automobili presenti a bordo.
Venduto per la demolizione nel 2007,  il 21 settembre dello stesso anno viene spiaggiato nei cantieri di demolizione turchi di Aliağa.